# Radio News
Radio News var et amerikansk månedligt teknologimagasin udgivet fra 1919 til 1971.
Magasinet blev startet af Hugo Gernsback som et magasin for amatørradioentusiaster, men det udviklede sig til at dække alle de tekniske aspekter af radio og elektronik. I 1929 tvang en konkurs salget af Gernsbacks forlag til B. A. Mackinnon. I 1938 erhvervede Ziff-Davis Publishing magasinerne.